# Saint-Clément-sur-Guye
Saint-Clément-sur-Guye ist eine französische Gemeinde mit 139 Einwohnern (Stand: 1. Januar 2022) im Département Saône-et-Loire in der Region Bourgogne-Franche-Comté (vor 2016 Bourgogne); sie gehört zum Arrondissement Mâcon (bis 2017: Arrondissement Chalon-sur-Saône) und ist Teil des Kantons Cluny (bis 2015 Mont-Saint-Vincent). 

## Geografie
Saint-Clément-sur-Guye liegt etwa 28 Kilometer südwestlich von Chalon-sur-Saône am Guye. Umgeben wird Saint-Clément-sur-Guye von den Nachbargemeinden Genouilly im Norden, Vaux-en-Pré im Osten, Burnand im Südosten, Burzy im Süden sowie Joncy im Westen.

## Bevölkerungsentwicklung
| Jahr                      | 1936 | 1954 | 1962 | 1968 | 1975 | 1982 | 1990 | 1999 | 2006 | 2013 |
| Einwohner                 | 215  | 171  | 168  | 172  | 144  | 125  | 109  | 115  | 127  | 135  |
| Quelle: Cassini und INSEE |      |      |      |      |      |      |      |      |      |      |

## Sehenswürdigkeiten
- Kirche Saint-Clément aus dem 12. Jahrhundert, Monument historique seit 1927

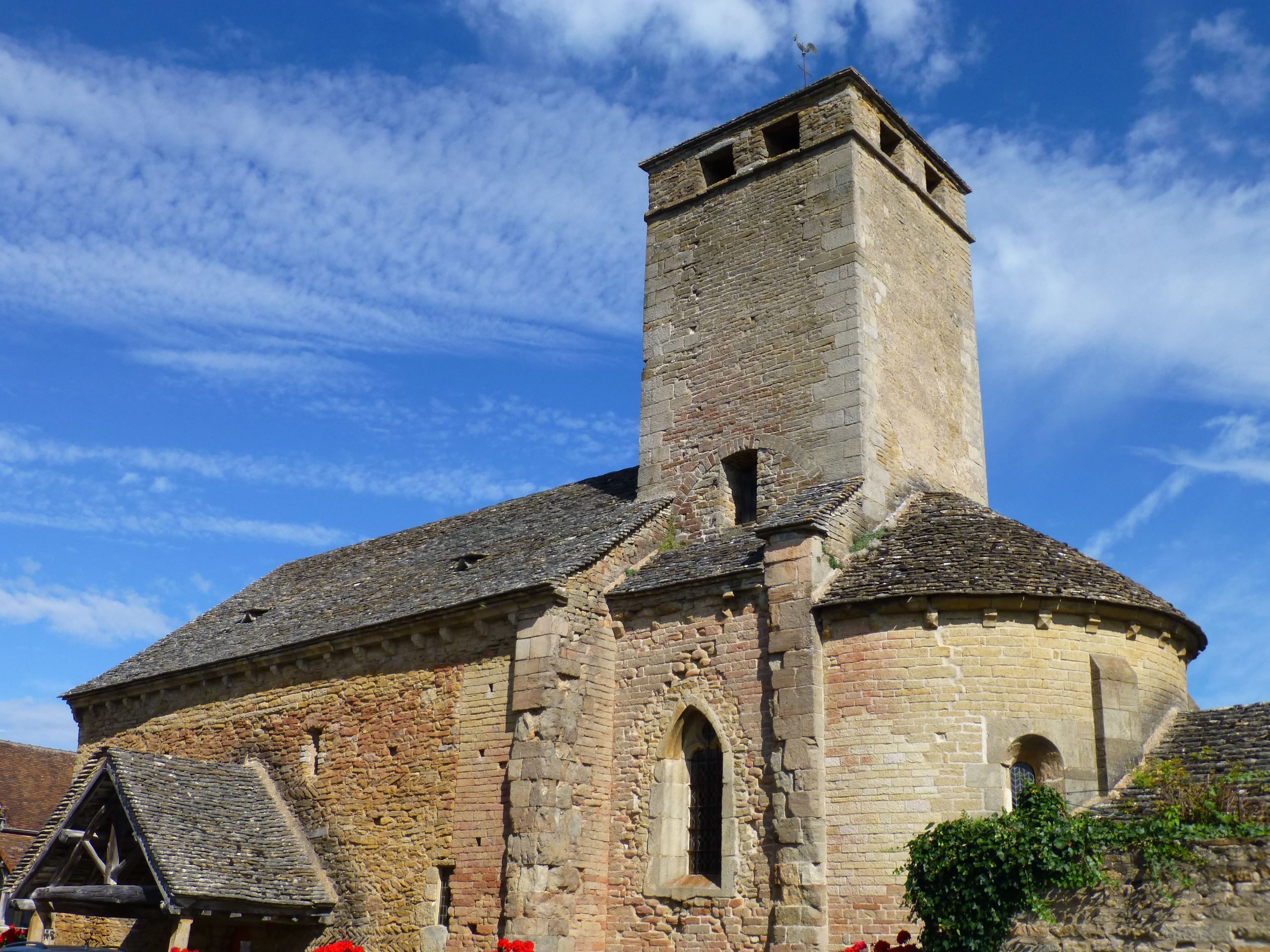
Kirche Saint-Clément

- Windmühle von Billebaud